# Grande-Rivière (Cap-Breton)
Pour les articles homonymes, voir Grande Rivière.
 Grande-Rivière  est une communauté acadienne sur la route 247 dans le comté de Richmond au Cap-Breton.